# Fritz Holl
Fritz Holl (* 14. Oktober 1883 in Worms; † 3. April 1942 in Wien) war ein deutscher Schauspieler, Regisseur und Intendant.

## Leben
Fritz Holl wurde als Sohn des Ingenieurs Franz Holl und seiner Ehefrau Auguste (geb. Fischer) geboren. Holl erhielt seine künstlerische Ausbildung kurz nach der Jahrhundertwende bei dem Hofschauspieler Otto König in München. In der bayerischen Landeshauptstadt gab er im Abschluss daran sein Debüt am Volkstheater. Aufgrund seines in jungen Jahren kantigen, scharfgeschnittenen Gesichts wurde Holl schon frühzeitig mit jugendlichen Charakterrollen betraut. Noch keine 23 Jahre alt, hatte er bereits unter anderem den Franz Moor (in Schillers Die Räuber), den Oswald (in Ibsens Gespenster), den Wurm (in Schillers Kabale und Liebe), den Narren (in Shakespeares König Lear), den Leonhard (in Hebbels Maria Magdalena) und den Narziß (in Hesses Narziß und Goldmund) gespielt.
Noch vor dem Ersten Weltkrieg holte ihn Louise Dumont an das von ihr geleitete Schauspielhaus Düsseldorf, wo er als Schauspieler wie als Regisseur wirkte. Im Krieg diente Holl als Offizier, im Anschluss daran wurde er Anfang der 1920er Jahre als Oberspielleiter an das Württembergische Landestheater geholt.
Fritz Holl löste 1923 Friedrich Kayßler als Direktor der Volksbühne Berlin ab. Als Direktor öffnete er die Volksbühne Berlin für zeitkritische, moderne Autoren und förderte den gesellschaftskritischen Regisseur Erwin Piscator. Als Holl sich 1928 von der Direktion entbinden ließ, hieß es im Vereinsblatt der Volksbühne Berlin, es habe „Meinungsverschiedenheiten über das Gelingen“ von Holls Inszenierungen gegeben, doch verdanke der Volksbühnenverein Holl „auch manche Regieleistung von bedeutendem Wert“, darunter Inszenierungen des Kaufmann von Venedig, des Traumspiels und des Peer Gynt, die in der Erinnerung lange nachwirkten.
Von 1928 bis 1930 ging Holl auf Gastspielreisen nach München und New York. Am dortigen Guild Theatre inszenierte er im Oktober 1928 die erste Faust-Aufführung in den USA. Im Mai 1929 folgte eine Inszenierung von Corrinths Schülertragödie Trojaner.
Wieder zurück in Deutschland, wirkte Holl zwischen 1930 und 1933 als Intendant des Kölner Schauspielhauses. In den Jahren 1934 bis 1936 fungierte er als Leiter der Berufsberatungsstelle in der Reichstheaterkammer. 1938, als Holl gerade in Berlin weilte, um als Regisseur an der Komödie am Kurfürstendamm zu inszenieren, unternahm er zwei wenig ergiebige Abstecher zum Film. Nach einer Regieassistenz bei Carl Boeses Liebesgeschichte Schwarzfahrt ins Glück ermöglichte ihm die produzierende Terra noch im selben Jahr die Regie zu der Heinz-Rühmann-Komödie Nanu, Sie kennen Korff noch nicht? Zu dieser Zeit wirkte Fritz Holl auch kurzfristig als Dozent der Reichsfilmkammer.
1939 ging Holl nach Wien, um die Spielleitung am Deutschen Volkstheater unter dem Intendanten Walter Bruno Iltz zu übernehmen. Seine letzten Wiener Inszenierungen galten Volksstücken wie Ludwig Anzengrubers Der Meineidbauer, Alexander Engels und August Neidharts Schwank Das Protektionskind, Josef Wimmers Posse Die Gigerln von Wien und Hanns Menzels Komödie Aphrodite ist meine Frau.
Holl hatte eine Tochter mit der Schauspielerin Margit Hellberg, die Schauspielerin Ruth Hellberg. Er war zweimal verheiratet. Aus der ersten Ehe mit Henriette Loeb ging während der Kriegsjahre eine weitere Tochter hervor. In zweiter Ehe war er mit der Münchner Schauspielerin Käthe Bierkowski (1892–1946) verheiratet. Holls jüngerer Bruder Karl Holl war Musikwissenschaftler und Ministerialdirektor im Hessischen Kultusministerium.

## Filmografie
- 1938: Schwarzfahrt ins Glück
- 1938: Nanu, Sie kennen Korff noch nicht?